# Fláfjall
Fláfjall är ett berg i republiken Island. Det ligger i regionen Austurland, 300 km öster om huvudstaden Reykjavík. Toppen på Fláfjall är 1 138 meter över havet, eller 85 meter över den omgivande terrängen. Bredden vid basen är 0,49 km.
Trakten runt Fláfjall är nära nog obefolkad, med mindre än två invånare per kvadratkilometer. Det finns inga samhällen i närheten. Trakten runt Fláfjall består i huvudsak av gräsmarker.